# Премія Кабінету Міністрів України за особливі досягнення молоді у розбудові України
Премія Кабінету Міністрів України за особливі досягнення молоді в розбудові України — урядова відзнака, заснована у 1999 році Кабінетом Міністрів України з метою відзначення вагомих досягнень молоді в різних сферах суспільного життя, заохочення її до активної участі у громадському житті, реалізації державної молодіжної політики.
Спочатку називалася Премією Кабінету Міністрів України за вагомі досягнення молоді у різних сферах суспільного життя, у 2000 році перейменована у Премію Кабінету Міністрів України за особливі досягнення молоді у розбудові України.
Премія присуджується особам віком до 35 років за досягнення у розбудові України протягом календарного року, що передує її присудженню, при цьому можуть також враховуватися досягнення кандидата на присудження премії за попередні роки.
Щорічно перелік лауреатів затверджує Кабінет Міністрів своїм розпорядженням, кожному лауреату вручається диплом, нагрудний знак та здійснюється виплата грошової винагороди. Щороку присуджується до 20 премій у розмірі 50 тис. гривень кожна.

## Підстави для присудження премії
Премія присуджується за особливі досягнення, що сприяють розвитку молодіжних ініціатив на місцевому рівні за такими напрямами:
1. Правозахисна та політична діяльність, боротьба з корупцією, розвиток місцевого самоврядування та місцевої самоорганізації населення, вирішення питань житлово-комунального господарства;
2. Національно-патріотичне виховання громадян, підготовка молоді до захисту незалежності і територіальної цілісності України, розвиток волонтерського руху, сприяння Збройним Силам та іншим утвореним відповідно до законів військовим формуванням та правоохоронним органам спеціального призначення, надання допомоги особам, які беруть або брали участь в антитерористичній операції в Донецькій і Луганській областях;
3. Вшанування та надання допомоги учасникам боротьби за незалежність України у XX столітті, жертвам політичних репресій та членам їх сімей, впорядкування військово-меморіальних об'єктів, пов'язаних з боротьбою за незалежність і територіальну цілісність України;
4. Впровадження творчих та новітніх ідей у створенні та веденні бізнесу, створення нових робочих місць, освіта та працевлаштування соціально уразливих категорій населення, у тому числі осіб з особливими потребами, внутрішньо переміщених осіб тощо;
5. Популяризація здорового способу життя, спортивної діяльності, профілактики та охорони здоров'я населення;
6. Утвердження ролі сім'ї в суспільстві, захист дитинства, материнства та батьківства;
7. Культурно-мистецька та наукова діяльність, збереження і популяризація історичної та культурної спадщини;
8. Захист населення, територій, навколишнього природного середовища та майна від надзвичайних ситуацій, охорона навколишнього природного середовища, захист тварин.

## Диплом та Почесний знак лауреата
Диплом лауреата премії являє собою папку, обтягнуту червоною шевровою шкірою з фланелевою підкладкою, на лицьовому боці якої вміщено тиснений фарбою золотистого кольору напис «Диплом лауреата Премії Кабінету Міністрів України за особливі досягнення молоді у розбудові України».
Нагрудний знак лауреата Премії Кабінету Міністрів України за особливі досягнення молоді у розбудові України має форму правильного кола діаметром 30 міліметрів з опуклим бортиком уздовж зовнішнього краю. На лицьовій стороні нагрудного знака міститься силуетне зображення фасаду Будинку Уряду України, яке композиційно розміщене в центрі кола, що утворене розташованим у верхній частині написом «Премія Кабінету Міністрів України» і зображеною у нижній частині лавровою гілкою. На зворотному боці нагрудного знака розміщено напис: «За особливі досягнення молоді у розбудові України».
Нагрудний знак за допомогою кільця з вушком з'єднується з фігурною колодкою прямокутної витягнутої по горизонталі форми, що покрита муаровою синьо-жовтою стрічкою. Нагрудний знак виготовляється з латуні та покривається позолотою і прикріплюється до одягу за допомогою горизонтальної шпильки на зворотному боці колодки.